# Science-Fiction-Jahr 1846
Übersicht

◄◄ | ◄ | 1842 | 1843 | 1844 | 1845 | Science-Fiction-Jahr 1846 | 1847 | 1848 | 1849 | 1850 | ► | ►►

Weitere Ereignisse

## Neuerscheinungen Literatur
| Deutscher Titel | Deutschsprachiges Erscheinungsjahr | Originaltitel           | Autor           | Anmerkungen                    |
| --------------- | ---------------------------------- | ----------------------- | --------------- | ------------------------------ |
|                 |                                    | Le Monde tel qu’il sera | Émile Souvestre | erste französische Anti-Utopie |

## Geboren
- Michael Georg Conrad († 1927)
- Wilhelm Fischer († 1932)